# Bastards (álbum)
Bastards —en español: Bastardos — es el undécimo álbum de estudio de la banda de rock británica Motörhead. Fue el primer álbum con la formación de Lemmy, Campbell, Würzel y Mikkey Dee. Fue también el primero producido por Howard Benson. Después del fracaso comercial del álbum 1916 y de March or Die, la banda volvió a sus orígenes. la temática de las letras va desde la crítica social ("On Your Feet or on Your Knees"), la guerra ("Death or Glory", "I am the Sword"), el abuso de menores ("Don't Let Daddy Kiss Me") y el caos total ("Burner").
"Born to Raise Hell", después fue regrabado con Ice T y Whitfield Crane y lanzado como sencillo. Esta versión apareció como parte de la banda sonora de la película Airheads.
El artista de la portada, Joe Petagno, reveló en una entrevista incluida en el DVD extra del álbum Inferno que el álbum en un principio iba a llamarse Devils. ya había diseñado acorde a este título cuando se cambió y hubo que cambiarlo.

## Lista de canciones
Todas las canciones compuestas por Lemmy, Phil Campbell, Würzel y Mikkey Dee, excepto donde se indique lo contrario.
1. "On Your Feet or on Your Knees" – 2:34
2. "Burner" – 2:52
3. "Death or Glory" – 4:50
4. "I Am the Sword" – 4:28
5. "Born to Raise Hell" (Lemmy) – 4:58
6. "Don't Let Daddy Kiss Me" (Lemmy) – 4:05
7. "Bad Woman" – 3:16
8. "Liar" – 4:12
9. "Lost in the Ozone" – 3:27
10. "I'm Your Man" (Phil Campbell, Würzel, Lemmy, Dee) – 3:28
11. "We Bring the Shake" – 3:48
12. "Devils" – 6:00

### Pistas adicionales CD
1. "Jumpin' Jack Flash" (Mick Jagger, Keith Richards) – 3:20

## Personal
- Lemmy - bajo, voz
- Phil Campbell - guitarra
- Würzel - guitarra
- Mikkey Dee - batería

Con:
- Howard Benson – teclados
- Joe Petagno - diseño portada
- Grabado en 1993 en A & M Studios and Prime Time Studios, Hollywood, California, Estados Unidos
- Producido, mezclado, y edición digital de Howard Benson
- Ingeniería y mezclas de Ryan Dorn
- Mezclado en Aire L.A., Glendale, California
- Ingenieros asistentes: John Aguto, Randy Wine, Darrin Mann, John Gaudesi, Gregg Barrett, y Devin Foutz
- Materizado en Future Disk por Eddy Schreyer